# ترانس-دیپتوین دونسین بی
ترانس-دیپتوین دونسین بی (به انگلیسی: Trans-Diptoindonesin B) یک ترکیب شیمیایی با شناسه پاب‌کم ۶۴۳۷۱۰ است.